# 布魯特斯 (密歇根州)
布魯特斯（英語：Brutus）是位於美國密歇根州埃米特縣的一個普查規定居民點。

## 人口
根據2020年美國人口普查的數據，布魯特斯的面積為7.32平方千米，當中陸地面積為7.31平方千米，而水域面積為0.01平方千米。當地共有人口202人，而人口密度為每平方千米27.6人。